# Paul Motwani
Paul Anthony Motwani (Glasgow, 13 giugno 1962) è uno scacchista britannico di origine scozzese/indiana.
Nel 1992 diventò il primo Grande maestro della Scozia.
Cresciuto a Dundee, nel 1978 vinse a Sas van Gent il Campionato del mondo under-17 (all'epoca organizzato dalla federazione francese). Nello stesso anno vinse il primo di sette campionati scozzesi.
Partecipò con la Scozia a nove Olimpiadi dal 1986 al 2004 (cinque volte in prima scacchiera), con l'ottimo risultato complessivo di +33 =50 –12 (61,8 %).
Da diversi anni vive in Belgio con la moglie Jenny e il figlio Michael. Insegna in una scuola elementare di Waterloo.
Nel 2005 ha partecipato ad Aalst al campionato belga, classificandosi secondo a mezzo punto dal vincitore Alexandre Dgebuadze.
Ha scritto diversi libri di scacchi:
- H.O.T. Chess, Intl Chess Enterprises, 1997
- C.O.O.L. Chess, Intl Chess Enterprises, 1997
- S.T.A.R. Chess, Gambit, 1998
- The Most Instructive Games of the Young Grandmasters, Everyman Chess, 1999
- Chess Under the Microscope, Sterling Pub Co. Inc., 1999

Ha raggiunto il più alto rating FIDE in luglio 2004, con 2552 punti Elo.